# Expedição 69
Expedição 69 foi a 69º expedição de longa duração para a Estação Espacial Internacional, que começou com a partida da Soyuz MS-22 em março de 2023, com Sergei Prokopiev continuando como comandante. Inicialmente, a expedição consistiria dos tripulantes da MS-22 ao lado dos tripulantes da SpaceX Crew-6, que também foram transferidos da expedição anterior.

## Antecedentes
A partida da MS-22 com sua tripulação foi por fim cancelada em dezembro de 2022 devido ao vazamento do líquido de refrigeração. Então, foi decidido retornar a MS-22 no modo não tripulado, além de lançar a Soyuz MS-23 em modo não tripulado, para substituir a nave anterior. Com o retorno da tripulação da MS-22 no dia 27 de setembro de 2023, a expedição chegou ao fim e eles passaram mais de um ano no espaço.

## Tripulação
| Voo                                           | Tripulação         | Incremento 69a    | Incremento 69b    | Incremento 69c    | Incremento 69d    | Transferência para Exp. 70 |             |
| Voo                                           | Tripulação         | 28.03-27.08.2023  | 27.08.-02.09.2023 | 02.09-15.09.2023  | 15-27.09.2023     | 27.09.2023                 |             |
| --------------------------------------------- | ------------------ | ----------------- | ----------------- | ----------------- | ----------------- | -------------------------- | ----------- |
| Soyuz MS-23/69S (Chegaram na Soyuz MS-22/68S) | Sergei Prokopiev   | Comandante        | Comandante        | Comandante        | Comandante        | Fora da ISS                |             |
| Soyuz MS-23/69S (Chegaram na Soyuz MS-22/68S) | Dmitri Petelin     | Engenheiro de Voo | Engenheiro de Voo | Engenheiro de Voo | Engenheiro de Voo | Fora da ISS                |             |
| Soyuz MS-23/69S (Chegaram na Soyuz MS-22/68S) | Francisco Rubio    | Engenheiro de Voo | Engenheiro de Voo | Engenheiro de Voo | Engenheiro de Voo | Fora da ISS                |             |
| SpaceX Crew-6                                 | Stephen Bowen      | Engenheiro de Voo | Engenheiro de Voo | Fora da ISS       | Fora da ISS       | Fora da ISS                | Fora da ISS |
| SpaceX Crew-6                                 | Warren Hoburg      | Engenheiro de Voo | Engenheiro de Voo | Fora da ISS       | Fora da ISS       | Fora da ISS                | Fora da ISS |
| SpaceX Crew-6                                 | Sultan Al Neyadi   | Engenheiro de Voo | Engenheiro de Voo | Fora da ISS       | Fora da ISS       | Fora da ISS                | Fora da ISS |
| SpaceX Crew-6                                 | Andrei Fediaev     | Engenheiro de Voo | Engenheiro de Voo | Fora da ISS       | Fora da ISS       | Fora da ISS                | Fora da ISS |
| SpaceX Crew-7                                 | Jasmin Moghbeli    | Fora da ISS       | Engenheira de Voo | Engenheira de Voo | Engenheira de Voo | Engenheira de Voo          |             |
| SpaceX Crew-7                                 | Andreas Mogensen   | Fora da ISS       | Engenheiro de Voo | Engenheiro de Voo | Engenheiro de Voo | Comandante                 |             |
| SpaceX Crew-7                                 | Satoshi Furukawa   | Fora da ISS       | Engenheiro de Voo | Engenheiro de Voo | Engenheiro de Voo | Engenheiro de Voo          |             |
| SpaceX Crew-7                                 | Konstantin Borisov | Fora da ISS       | Engenheiro de Voo | Engenheiro de Voo | Engenheiro de Voo | Engenheiro de Voo          |             |
| Soyuz MS-24/70S                               | Oleg Kononenko     | Fora da ISS       | Fora da ISS       | Fora da ISS       | Engenheiro de Voo | Engenheiro de Voo          |             |
| Soyuz MS-24/70S                               | Nikolai Tchub      | Fora da ISS       | Fora da ISS       | Fora da ISS       | Engenheiro de Voo | Engenheiro de Voo          |             |
| Soyuz MS-24/70S                               | Loral O'Hara       | Fora da ISS       | Fora da ISS       | Fora da ISS       | Engenheira de Voo | Engenheira de Voo          |             |